# Вельзер-Мёст, Франц
Франц Ве́льзер-Мёст (нем. Franz Welser-Möst, настоящее имя Франц Леопольд Мария Мёст (нем. Franz Leopold Maria Möst); 16 августа 1960, Линц, Австрия) — австрийский дирижёр. 
Франц Мёст начал заниматься музыкой в детстве. Сначала он занимался на скрипке, однако вынужден был оставить занятия, после того как попал в автомобильную аварию. После этого он занялся дирижированием. Учился в Линце, затем в Высшей музыкальной школе в Мюнхене. 
Дебютировал в 1983 году в Вене. В 1985 году он сменил своё сценическое имя на Вельзер-Мёст в честь города Вельс, где прошло его детство. В 1980-е годы он начал выступать с ведущими мировыми оркестрами. Возглавлял Норрчёпингский симфонический оркестр в 1986-1990 годы. В 1990 году он стал художественным руководителем Лондонского филармонического оркестра, покинул его в 1996 году. С 1995 по 2008 год Франц Вельзер-Мёст был главным дирижёром Цюрихского оперного театра (с 2005 по 2008 — музыкальным руководителем). С 2002 года возглавляет Кливлендский оркестр. В 2010-14 гг. музыкальный руководитель и главный дирижёр Венской оперы.
В репертуаре — преимущественно немецкая и австрийская музыка. Среди осуществлённых записей — произведения Альбана Берга, Людвига ван Бетховена, Антона Брукнера, Эриха Вольфганга Конгольда, Феликса Мендельсона, Вольфганга Амадея Моцарта, Карла Орфа, Игоря Стравинского, Франца Шмидта, Франца Шрекера, Иоганна Штрауса-сына, Рихарда Штрауса, Франца Шуберта, Роберта Шумана.
В 2011, 2013 и 2023 годах дирижировал Венским филармоническим оркестром на знаменитом Новогоднем концерте.